# Henry Yvert
Pour les articles homonymes, voir Yvert.
Henry Yvert (né à Amiens le 26 septembre 1834 et mort dans cette même ville le 15 décembre 1885) est un imprimeur et journaliste légitimiste, père de Louis Yvert, fondateur de l'éditeur philatélique Yvert et Tellier.

## Biographie
Après des études de droit à Paris, il exerce la profession d'avocat à la Compagnie des chemins de fer du Nord. Le 29 juillet 1865, il épouse Honorine François, fille d'un armateur nantais ruiné, connue sous le pseudonyme de Mademoiselle de Taisy puis Madame de Taisy, première chanteuse à l'Opéra de Paris.
En 1870, il rentre avec sa famille à Amiens pour prendre la succession de son père, Eugène Yvert, en rachetant son imprimerie. Légitimiste comme son père, il crée un journal de cette obédience L'Écho de la Somme. En juin 1871, il modernise les presses mécaniques en installant une machine à vapeur pour les actionner.
Il meurt prématurément de maladie le 15 décembre 1885, alors que son fils unique Louis Yvert n'est pas prêt à prendre sa succession. Son épouse fait alors confiance à son chef imprimeur Théodule Tellier et le faisant associé de l'entreprise lui confie l'imprimerie.